# Маслюков Юрій Дмитрович
Юрій Дмитрович Маслюков (30 вересня 1937, місто Ленінабад, тепер місто Худжанд, Таджикистан — 1 квітня 2010, місто Москва) — радянський державний діяч, 1-й заступник голови Ради міністрів СРСР, голова Держплану СРСР, 1-й заступник голови уряду Російської Федерації.  Член ЦК КПРС у 1986—1991 роках. Кандидат у члени Політбюро ЦК КПРС з 18 лютого 1988 по 20 вересня 1989 року. Член Політбюро ЦК КПРС з 20 вересня 1989 по 13 липня 1990 року. Член Президентської ради СРСР з березня 1990 по вересень 1991 року. Депутат Верховної Ради СРСР 11-го скликання (1984—1989). Депутат Державної думи Російської Федерації 2—5-го скликань (1995—2010).

## Життєпис
Народився в родині шофера. Батько загинув на фронті під час німецько-радянської війни.
У 1955—1957 роках навчався у Вищому артилерійському інженерному училищі в Ленінграді.
У 1957—1962 роках — студент Ленінградського механічного інституту, інженер-механік.
У 1962—1967 роках — інженер, старший інженер, заступник начальника відділу Іжевського науково-дослідного технологічного інституту.
Член КПРС з 1966 року.
У 1967—1970 роках — головний інженер — 1-й заступник директора з наукової роботи Іжевського науково-дослідного технологічного інституту.
У 1970—1974 роках — головний інженер — заступник директора філії № 1 Іжевського машинобудівного заводу.
У 1974—1979 роках — начальник Головного технічного управління Міністерства оборонної промисловості СРСР.
У 1979—1982 роках — заступник міністра оборонної промисловості СРСР.
У 1982—1985 роках — 1-й заступник голови Державного планового комітету (Держплану) СРСР.
15 листопада 1985 — 5 лютого 1988 року — заступник голови Ради міністрів СРСР. Одночасно у 1985—1991 роках — голова Військово-промислової комісії Ради міністрів СРСР. Учасник ліквідації наслідків катастрофи на Чорнобильській АЕС.
5 лютого 1988 — 14 січня 1991 року — 1-й заступник голови Ради міністрів СРСР. Одночасно 5 лютого 1988 — квітень 1991 року — голова Державного планового комітету (Держплану) СРСР.
З 15 січня по 28 серпня 1991 року — заступник прем'єр-міністра СРСР, голова Державної військово-промислової комісії Кабінету міністрів СРСР. Після відставки в серпні 1991 року Кабінету міністрів СРСР, працював в статусі в.о. заступника прем'єр-міністра до 26 листопада 1991 року, коли був звільнений від своїх обов'язків спеціальним указом Президента СРСР.
У 1992 році заснував Інститут оборонних досліджень і керував ним до 1995 року. У вересні 1992 року став одним із засновників акціонерної компанії військово-промислового комплексу «Фінтраст. Фінансова компанія». У 1993—1994 роках — провідний спеціаліст Воронезького промислово-торгового акціонерного об'єднання «Сокіл». У 1995 році — генеральний директор АТ «Югтрастинвест».
У грудні 1995 року обраний депутатом Державної думи Федеральних Зборів РФ другого скликання за списком КПРФ, був членом ради фракції КПРФ, головою Комітету з питань економічної політики (з січня 1996 року). Член Центрального комітету КПРФ з квітня 1997 по липень 1998 року.
З 23 липня по 11 вересня 1998 року — міністр промисловості і торгівлі РФ в кабінеті С. Кирієнка. Після відставки кабінету, в серпні—вересні 1998 року виконував обов'язки міністра, не складаючи повноважень депутата Державної думи.
11 вересня 1998 — 12 травня 1999 року — 1-й заступник голови уряду Російської Федерації. Був керівником урядової комісії з військово-технічного співробітництва РФ з іноземними державами, головою комісії уряду РФ із захисних заходів у зовнішній торгівлі і митно-тарифній політиці, головою комісії уряду РФ з питань Світової організації торгівлі, керуючим від РФ в Міжнародному банку реконструкції та розвитку і членом Ради Безпеки РФ.
З травня по грудень 1999 року працював радником директора науково-дослідного інституту автоматичної апаратури імені академіка Семеніхина.
У грудні 1999 року був обраний депутатом Державної думи 3-го скликання по Іжевському одномандатному виборчому округу. Входив до складу фракції КПРФ. З початку 2000 по квітень 2002 року був головою комітету з промисловості, будівництва і наукомістких технологій Державної думи.
З 2000 року — голов Спілки виробників нафтогазового обладнання РФ. З серпня 2002 по липень 2007 року очолював новий галузевий союз — Асоціацію операторів євразійського ринку птиці, до якої увійшли найбільші компанії-імпортери.
У грудні 2003 року був обраний депутатом Державної думи 4-го скликання за списком КПРФ, член комітету з бюджету і податків. У 2007 році знову обраний до Держдуми 5-го скликання за федеральним списком КПРФ, став головою комітету з промисловості Державної думи. У 2008 році обраний співголовою комісії Державної думи з розгляду витрат, спрямованих на забезпечення оборони і державної безпеки Російської Федерації. Член Координаційної ради загальноросійського громадського руху «Народно-патріотичний союз Росії».
Помер у Москві 1 квітня 2010 року. Похований на Троєкуровському цвинтарі Москви.

## Нагороди і звання
- орден Леніна (29.09.1987)
- орден Жовтневої Революції
- орден Трудового Червоного Прапора
- орден «Знак Пошани»
- медалі